# Bernstorffstøtten
Bernstorffstøtten er et  mindesmærke for J.H.E. Bernstorff ved Fristedet, Lyngbyvej i Gentofte (nær vejen Barsehøj). Mindestøtten er udført af norsk marmor på en granitsokkel 1783 af Johannes Wiedewelt. Den blev fredet 1918.
Støtten blev afsløret 28. august 1783 og regnes som en forløber for Frihedsstøtten.
Mindestøtten i nyklassicistisk stil er udsmykket med relieffer som skildrer høsten. Indskrift:
Æreminde efter Døden / for / Johan Hartvig Ernst / Greve af Bernstorff / som gav / udskiftede :::hovningsfrie arvelige /Gaarde / med dem Stræbsomhed Velstand alt / til Mønster for Efterslægten / :::MDCCLXVII / oprettet / af Godsets takfulde Beboere MDCCLXXXIII.
I anledning af støttens opsætning blev der udgivet en publikation af N. Møller:
Kort Beskrivelse over Forfatningen paa Godset Bernstorff for og efter Fælledskabets Ophævelse og Eiendoms Meddelelse, med Forklaring over den af Bønderne oprettede Obelisk, København 1783.